# Renfe Avlo

Red de Avlo en España en julio de 2024.

Renfe Avlo (Siglas de Alta Velocidad Low Cost) es un servicio comercial de trenes de alta velocidad propiedad de Renfe Viajeros con los que presta servicios comerciales de larga distancia a un máximo de 300 km/h con precios reducidos. Es un servicio similar al que presta Renfe AVE, especialmente en destinos y tiempos de viaje, con la diferencia de tener peores prestaciones para los viajeros a bordo del tren a cambio de unos precios menores. Los trenes se distinguen por contar con una librea con un reconocible fondo morado. El servicio surgió en 2021 para competir contra Ouigo, filial de bajo coste de la francesa SNCF.
Los Avlo emplean dos series distintas de trenes de alta velocidad: la serie 112 y la serie 106. Todos los servicios que hace la serie 112 circulan por líneas de alta velocidad, que son de ancho internacional (1435 mm), están electrificadas a 25 kV y 50 Hz y tienen una velocidad máxima de 300 km/h. Por su parte, algunos servicios de la serie 106 usan tecnología de cambio de ancho y pueden circular por vías de ancho ibérico, aumentando los destinos del servicio.
Ambas series sólo tienen una clase (Turista) y no disponen de coche cafetería, el cual es sustituido por máquinas expendedoras. La capacidad de los Avlo es mayor que la de los AVE, puesto que la serie 112 tiene 438 plazas y la serie 106 dispone de 581 plazas aunque también hay 4 unidades de la serie 106 viniladas como AVLO con interiorismo AVE que ofrecen 507 plazas.
Los billetes tienen un coste de entre 7 y 89 euros, lo que supone un descuento medio sobre el servicio AVE de entre un 60 y un 90%.

## Historia
El proyecto de Avlo tuvo su precedente en EVA en el año 2018. EVA fue el resultado de un pre-proyecto presentado el 6 de febrero de 2018 en Barcelona por el antiguo ministro de Fomento, Íñigo de la Serna. EVA daba respuesta a la inminente liberalización del transporte de pasajeros por ferrocarril en España (que se hizo realidad en el mes de diciembre de 2020, tras ochenta años de la existencia de la única compañía operante en el sector: Renfe). Se presentaba como un concepto Smart Train, en el que se integraba una gran digitalización en la comercialización de este nuevo servicio, apostando por un modelo más flexible y sostenible con el medio ambiente.
Este nuevo servicio iba a ser la opción más económica de la gama Renfe, y la más tecnológica gracias a la integración de servicios más personalizados para atraer un público objetivo que no había usado hasta ahora ningún tipo de servicios de AVE. La gran puesta en valor de esta propuesta pasaba por la plena digitalización de los procesos, e incluso del acceso al tren con una identificación por biometría, además del billete digital y físico. 
Durante todo el trayecto, el cliente podría conocer en tiempo real el estado del viaje a través de una aplicación que le ponía en contacto con los servidores logísticos de la operadora. La comunicación en línea, la red wifi gratuita durante el viaje o el billete integrado con otros servicios de Renfe serían las características diferenciales con respecto a lo que, en 2018, se ofrecía en el sector. 
El 11 de diciembre de 2019, se presentaba la redefinición del nuevo servicio low cost de Renfe como Avlo con un tren de la Serie 112 de Renfe pintado de color morado. Debido a la situación producida por la expansión de la pandemia COVID-19 y la declaración del estado de alarma por parte del Gobierno español, Renfe decidió el 15 de marzo de 2020 posponer el lanzamiento de Avlo sin nueva fecha prevista.
A fecha de 4 de junio de 2020, Renfe decidió suspender su puesta en servicio temporalmente. El 25 de enero de 2021, Renfe informaba que pretendía lanzar Avlo el 23 de junio de 2021 y que los billetes se podrían adquirir desde el 26 de enero de 2021.
Finalmente el 23 de junio de 2021 se inauguró el servicio en la LAV Madrid - Zaragoza - Barcelona - Frontera Francesa. El 21 de febrero de 2022 se llevó a cabo la siguiente expansión hacia la LAV Madrid - Levante, conectando con Valencia. El 1 de junio de 2023 hacia la LAV Madrid - Sevilla y la LAV Córdoba - Málaga. El 21 de mayo de 2024 se inauguró el servicio Avlo en la LAV Madrid - Segovia - Valladolid.

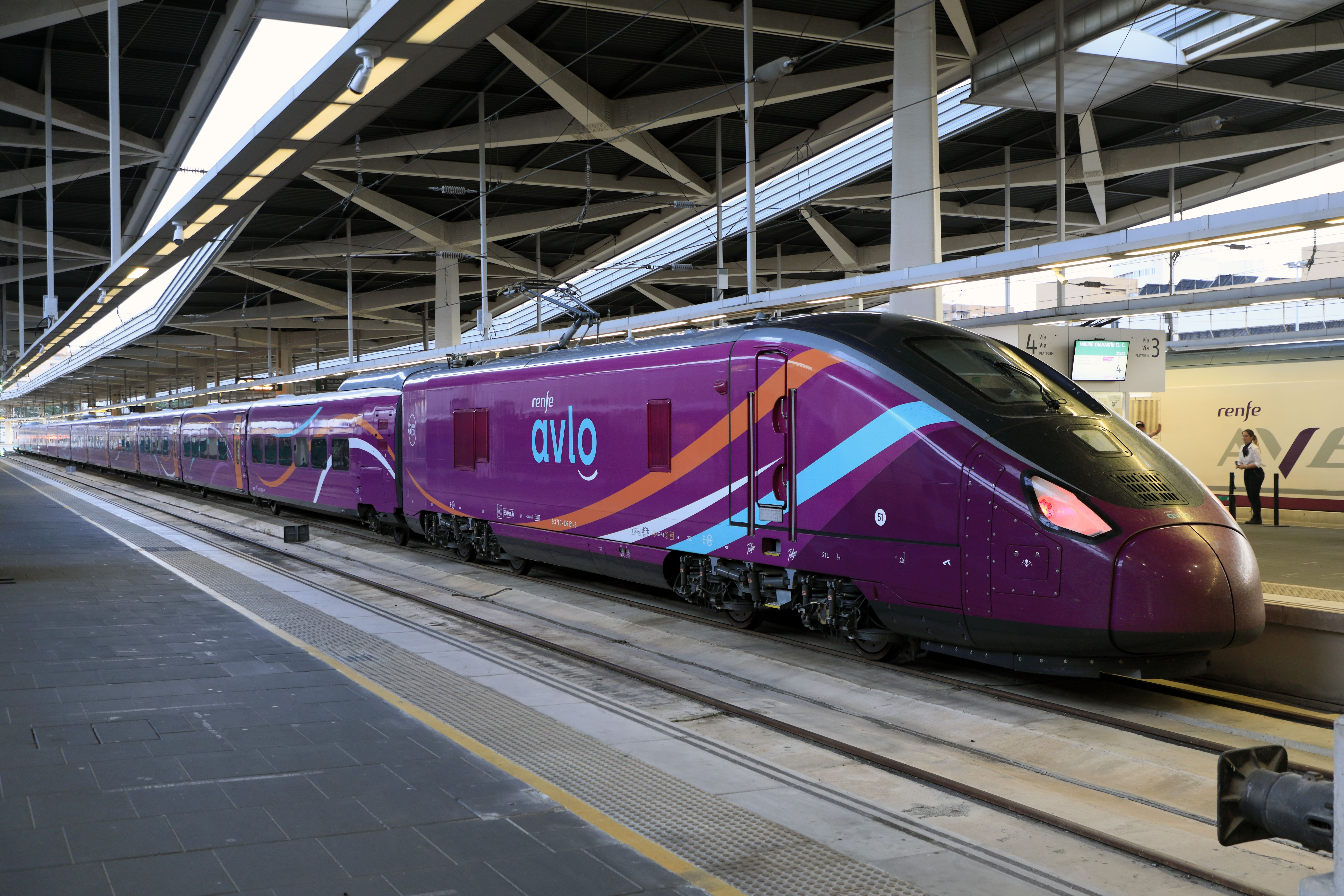
Tren de la serie 106 en Valencia-Joaquín Sorolla. Desde 2024 los S-106 complementan a la S-112 en los servicios Avlo.

En mayo de 2024 entraron en servicio los trenes de la familia AVRIL S-106. Algunos de estos trenes fueron destinados a servicios Avlo. Con estas unidades, que disponen de tecnología de cambio de ancho, Renfe pudo expandir el servicio hasta Galicia y Asturias, puesto que ambas comunidades sólo cuentan con vías en ancho ibérico.Esta llegada a Asturias y Galicia se hizo efectiva el 22 de julio de 2024.

## Servicios comerciales
Desde el 9 de junio de 2025.
| Origen                                       | Paradas | Destino                    | Frecuencias                             | Mejor duración (entre origen y destino) | Duración total (todas las paradas) | Observaciones                                                                                       |
| Corredor Nordeste                            | Corredor Nordeste | Corredor Nordeste          | Corredor Nordeste                       | Corredor Nordeste                       | Corredor Nordeste                  | Corredor Nordeste                                                                                   |
| -------------------------------------------- | --- | -------------------------- | --------------------------------------- | --------------------------------------- | ---------------------------------- | --------------------------------------------------------------------------------------------------- |
| Madrid - Puerta de Atocha - Almudena Grandes | Calatayud · Zaragoza - Delicias · Lérida · Campo de Tarragona                                                                                     | Barcelona - Sants          | 3 trenes diarios por sentido            | 2 horas y 30 minutos                    | 3 horas y 12 minutos               | 1 servicio directo al día sentido ida                                                               |
| Madrid - Puerta de Atocha - Almudena Grandes | Guadalajara - Yebes · Calatayud · Zaragoza - Delicias · Lérida · Campo de Tarragona · Barcelona - Sants · Gerona                                  | Figueras-Vilafan           | 1 tren diario por sentido               | 4 horas y 21 minutos                    | 4 horas y 21 minutos               | El tren de vuelta no efectúa paradas en Campo de Tarragona, Lérida, Calatayud y Guadalajara - Yebes |
| Corredor Este                                | |                            |                                         |                                         |                                    | |
| Madrid - Chamartín - Clara Campoamor         | Cuenca - Fernando Zóbel · Requena - Utiel | Valencia - Joaquín Sorolla | 4 trenes diarios por sentido            | 2 horas y 4 minutos                     | 2 horas y 4 minutos                | |
| Madrid - Chamartín - Clara Campoamor         | Cuenca - Fernando Zóbel · Albacete - Los Llanos · Villena · Alicante · Elche · Orihuela - Miguel Hernández                                        | Murcia                     | 1 tren diario                           | 3 horas y 35 minutos                    | 3 horas y 35 minutos               | |
| Corredor Sur                                 | |                            |                                         |                                         |                                    | |
| Madrid - Puerta de Atocha - Almudena Grandes | Ciudad Real · Puertollano · Villanueva de Córdoba · Córdoba                                                                                       | Sevilla - Santa Justa      | 3 trenes diarios por sentido            | 2 horas y 56 minutos                    | 2 horas y 56 minutos               | |
| Madrid - Puerta de Atocha - Almudena Grandes | Ciudad Real · Puertollano · Villanueva de Córdoba · Córdoba · Puente Genil · Antequera - Santa Ana                                                | Málaga - María Zambrano    | 3 trenes diarios por sentido            | 3 horas y 13 minutos                    | 3 horas y 13 minutos               | |
| Corredor Norte                               | |                            |                                         |                                         |                                    | |
| Madrid - Chamartín - Clara Campoamor         | Medina del Campo AV · Zamora · Sanabria AV · La Gudiña - Porta de Galicia · Orense · Santiago de Compostela · Villagarcía de Arosa · Pontevedra   | Vigo - Urzaiz              | 1 tren diario por sentido               | 4 horas y 23 minutos                    | 4 horas y 23 minutos               | |
| Madrid - Chamartín - Clara Campoamor         | Segovia - Guiomar · Medina del Campo AV · Zamora · Sanabria AV · La Gudiña - Porta de Galicia · Orense · Santiago de Compostela                   | La Coruña                  | 2 trenes L-V y 1 tren S y D por sentido | 3 horas y 37 minutos                    | 4 horas y 2 minutos                | |
| Madrid - Chamartín - Clara Campoamor         | Segovia - Guiomar · Valladolid - Campo Grande · Palencia · León · Pola de Lena · Mieres · Oviedo                                                  | Gijón                      | 1 tren diario por sentido               | 3 horas y 58 minutos                    | 3 horas y 58 minutos               | |
| Transversales                                | |                            |                                         |                                         |                                    | |
| Valladolid - Campo Grande                    | Madrid - Chamartín - Clara Campoamor · Cuenca - Fernando Zóbel · Albacete - Los Llanos · Villena                                                  | Alicante                   | 1 tren diario                           | 3 horas y 44 minutos                    | 3 horas y 44 minutos               | |
| Murcia                                       | Orihuela - Miguel Hernández · Elche · Alicante · Villena · Albacete - Los Llanos · Cuenca - Fernando Zóbel · Madrid - Chamartín - Clara Campoamor | Valladolid - Campo Grande  | 1 tren diario                           | 4 horas y 46 minutos                    | 4 horas y 46 minutos               | |

## Flota
La flota de Renfe Avlo consta de los siguientes trenes:
| Tren      | Unidades en servicio | Número Plazas (clase única) | Unidades encargadas   |
| --------- | -------------------- | --------------------------- | --------------------- |
| Serie 112 | 5                    | 438                         | -                     |
| Serie 106 | 5                    | 581 (* 507)                 | 5 (* y 4 adicionales) |